# Бурхарт Миних
Бурхарт Миних (19. мај 1683 – 27. октобар 1767) је био руски фелдмаршал.

## Биографија
Као инжењерски официр, служио је у француској и немачкој војсци. Руски цар Петар Велики га је 1721. године примио у чину генерал-мајора и поверио му изградњу путева и Ладошког канала. Генерал-губернатор постао је 1728. године, а 1732. године и председник војног колегијума. Учествовао је у Руско-турском рату (1735–9) командујући војском на Криму.